# FC East Stirlingshire
Der FC East Stirlingshire (offiziell: East Stirlingshire Football Club) ist ein schottischer Fußballverein aus Falkirk. Der Verein spielt gegenwärtig in der Lowland Football League, einer der beiden fünftklassigen Ligen im schottischen Fußball.
Der Vereinsname wird auch fälschlicherweise oft zu East Stirling abgekürzt, was zur Annahme verleitet, dass der Verein im Osten der Stadt Stirling beheimatet ist, die allerdings 14 Meilen entfernt liegt. Unter den Anhängern trägt der Klub den Spitznamen The Shire.

## Vereinsgeschichte
Der Klub wurde 1881 als Bainsford Britannia gegründet. Bainsford ist ein Ortsteil von Falkirk. Sie wurden 1900 in die Profiliga aufgenommen, blieben aber für die meiste Zeit in den tieferen Regionen des Ligasystems. Die einzigen größeren Erfolge sind der erste Platz der damals noch zweitklassigen Second Division in der Spielzeit 1931/32 und der zweite Platz der Second Division 1963/64. In der Folgesaison stieg Shire aber jeweils sofort wieder ab. Die Heimatstadt Falkirk beherbergt einen weiteren Profifußballverein, FC Falkirk, aber East Stirlingshire wird von Falkirk aufgrund ihrer dauerhaften Erfolglosigkeit nicht als ernsthafter Rivale angesehen. 
In der Saison 1964/65 zog der Verein nach Clydebank um und firmierte unter dem Namen ES Clydebank, aber rechtliche Schritte führten dazu, dass sie nach nur einer Saison wieder nach Falkirk und ihrem alten Namen zurückkehrten.
Im Juli 1974 wurde East Stirlingshire die erste Trainerstation von Sir Alex Ferguson. Zu dem Zeitpunkt hatte Shire nur acht registrierte Spieler und keinen Torwart. Ferguson verließ den Klub nach nur dreieinhalb Monaten und ging zum FC St. Mirren.
Der amtierende Vorsitzende und Hauptanteilseigner Alan Mackin hat betont, dass er das baufällige Stadion Firs Park verkaufen möchte und möglicherweise in die nahegelegene Stadt Grangemouth in den Grangemouth Stadium umziehen möchte. Eine andere Möglichkeit beinhaltet die Stadionteilung mit Falkirks Falkirk Stadium, wobei dies aufgrund der Größe kritisch gesehen wird, die zu Lasten der Atmosphäre gehen würde. 
East Stirlingshires Form war in den letzten Jahren alles andere als gut. In der gesamten Saison 2003/04 konnten sie gerade einmal acht Punkte sammeln und konnten erst am letzten Spieltag verhindern, dass damit der ewige Negativrekord in der Liga gebrochen wurde. 2004/05 belegten sie zwar wieder den letzten Platz, konnten aber immerhin 22 Punkte sammeln.
Das konstant schlechte Auftreten innerhalb der letzten Jahre und der fehlende Anhang ließ Stimmen laut werden, die forderten, dass East Stirlingshire aus der schottischen Profiliga ausgeschlossen werden sollte. Im Gegensatz zu den meisten anderen Profiligen gibt es keine Möglichkeit für Amateurvereine, in die Liga aufzusteigen, es sei denn, ein Mitglied löst sich auf. Das letzte Mal ist dies Airdrieonians 2002 widerfahren. Im Sommer 2005 beschloss die Scottish Football League, dass ab der Saison 2005/06 jeder Klub, der zweimal in Folge den letzten Platz der Third Division belegt, auf den Status eines ‚assoziierten Mitglieds‘ zurückgestuft wird und damit das Recht einbüßt, auf Treffen der Liga mitbestimmen zu dürfen. Nach zwei weiteren Jahren wird abgestimmt, ob dieser Verein noch in der Liga weiter teilnehmen dürfte.
East Stirlingshire schloss die Saison 2005/06 wieder am Tabellenende ab, in der Spielzeit 2006/07 folgte der erste Sieg am ersten Spieltag seit 13 Jahren. Im vierten Saisonspiel besiegte East Stirlingshire den Lokalrivalen Stenhousemuir mit 5:0. Das war das erste Mal seit über einer Dekade, dass Shire mit fünf Toren ein Spiel gewann. Das Ergebnis war deshalb etwas Besonderes, weil gerade einmal fünf Monate am gleichen Ort zuvor die Warriors die gleiche Partie mit 7:0 gewannen. Nach diesem Spiel setzte es für East Stirlingshire eine 5:0-Pleite bei East Fife, was die Misere des Klubs widerspiegelt.
Nach ihrem Auftaktsieg gegen Elgin City 2006/07, besiegelte eine 2:1-Niederlage in Elgins Borough Briggs im April 2007, dass Shire zum fünften Mal hintereinander den letzten Tabellenplatz der Third Division am Saisonende innehatte. Die Scottish Football League stimmte sofort dagegen, den Verein zu einem assoziierten Mitglied herabzustufen und setzte die Maßnahme für ein Jahr aus. Dies bedeutet, dass im Falle einer höheren Platzierung als Rang 10, East Stirlingshire Vollmitglied bleiben sollte, im Fall einer weiteren „rote Laterne“ ihr Stimmrecht bei Ligatreffen verloren hätte. East Stirlingshire konnte aber dieses Szenario abwenden und mit einem Punkt Vorsprung als Vorletzter die Saison beenden.

## Erste Mannschaft
| Nr. |            | Position | Name                |
| --- | ---------- | -------- | ------------------- |
|     | Schottland | TW       | Neil Mitchell       |
|     | Schottland | TW       | Ruaridh MacDonald   |
|     | Schottland | TW       | Jordan Pettigrew    |
|     | Schottland | TW       | Iain Ure            |
|     | Schottland | AB       | Tony Coutts         |
|     | Schottland | AB       | Kyle Ewing          |
|     | Schottland | AB       | Dave McKay          |
|     | Schottland | AB       | Jamie Pyper         |
|     | Schottland | AB       | Jamie Thompson      |
|     | Schottland | AB       | Ryan McLean         |
|     | Schottland | MF       | Shaun Brown         |
|     | Schottland | MF       | Gregor Fotheringham |
|     | Schottland | MF       | Lewis Hynd          |
|     | Schottland | MF       | Jack Simpson        |

| Nr. |            | Position | Name                                 |
| --- | ---------- | -------- | ------------------------------------ |
|     | Schottland | MF       | Jack Hodge                           |
|     | Schottland | MF       | Ynyr Liddell                         |
|     | Schottland | MF       | Aaron McAlpine                       |
|     | Schottland | ST       | Owen Ronald                          |
|     | Schottland | ST       | Daniel McDonald                      |
|     | Schottland | ST       | Dan Watt                             |
|     | Schottland | ST       | Euan McGill                          |
|     | Schottland | ST       | Jamie Penker (on loan from Spartans) |

## Erfolge
- Scottish Division Three: 1947/48